# 巴耶濟德二世清真寺 (阿馬西亞)
巴耶濟德二世清真寺是一座修建於15世紀的土耳其清真寺，該座清真寺是由鄂圖曼帝國蘇丹巴耶济德二世於1485年至1486年間下令在阿馬西亞修築的建物，其同時也是阿馬西亞規模最龐大的庫里耶複合式建築。

## 建築
巴耶濟德二世清真寺的設計呈現布爾薩建築風格的反向T字形架構，寺內的祈禱室上方蓋有兩座大圓頂，寺前的門廊另建有五座較小的圓頂以及兩座設有一層眺望台的宣禮塔。清真寺與其內部附屬的伊斯蘭學校、噴泉、公共廚房和圖書館共同組成大型的庫里耶建築群。